# Dendroaeschna conspersa
Dendroaeschna conspersa är en trollsländeart som först beskrevs av Tillyard 1907.  Dendroaeschna conspersa ingår i släktet Dendroaeschna och familjen mosaiktrollsländor. IUCN kategoriserar arten globalt som livskraftig. Inga underarter finns listade i Catalogue of Life.

## Bildgalleri

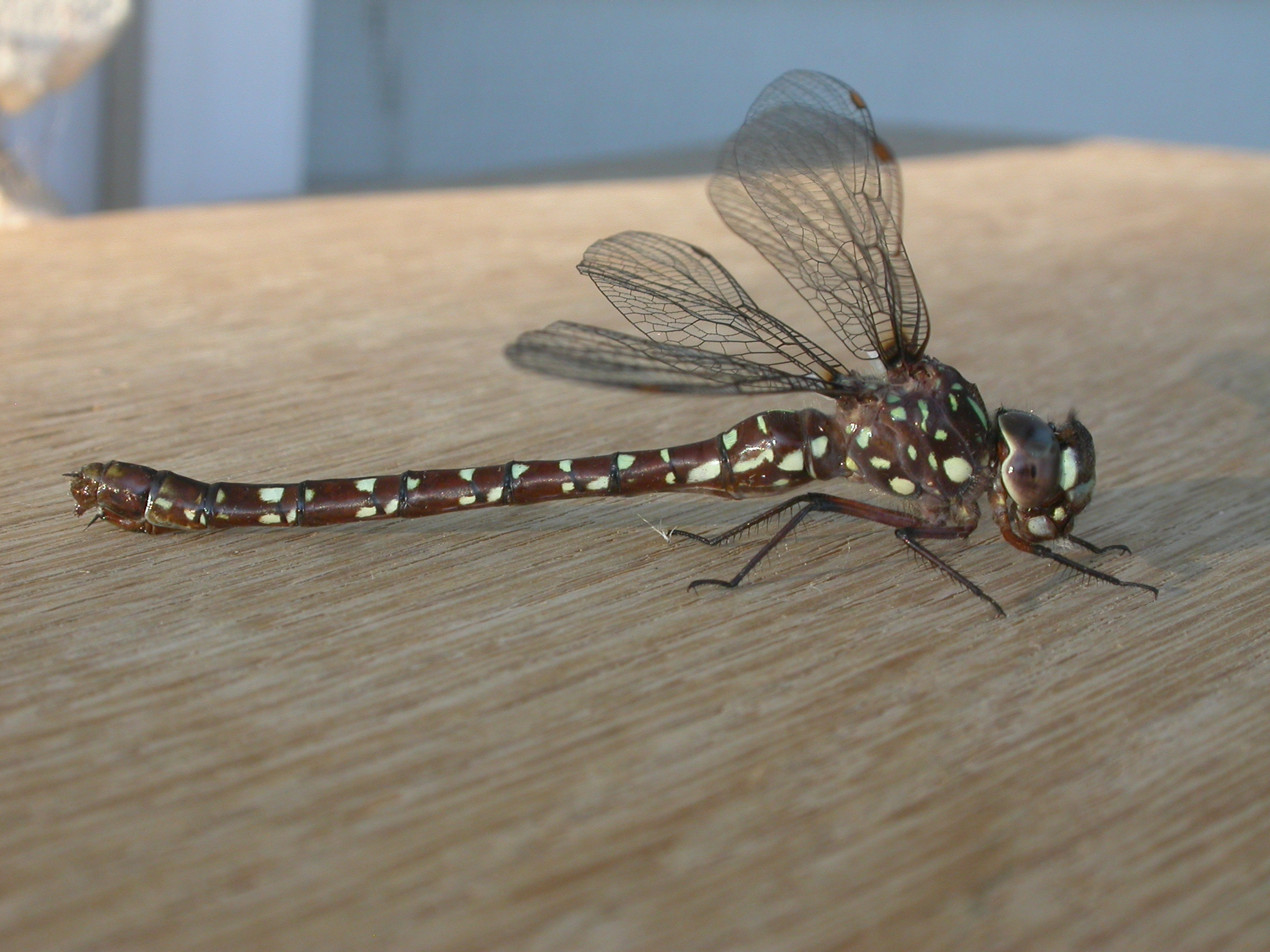
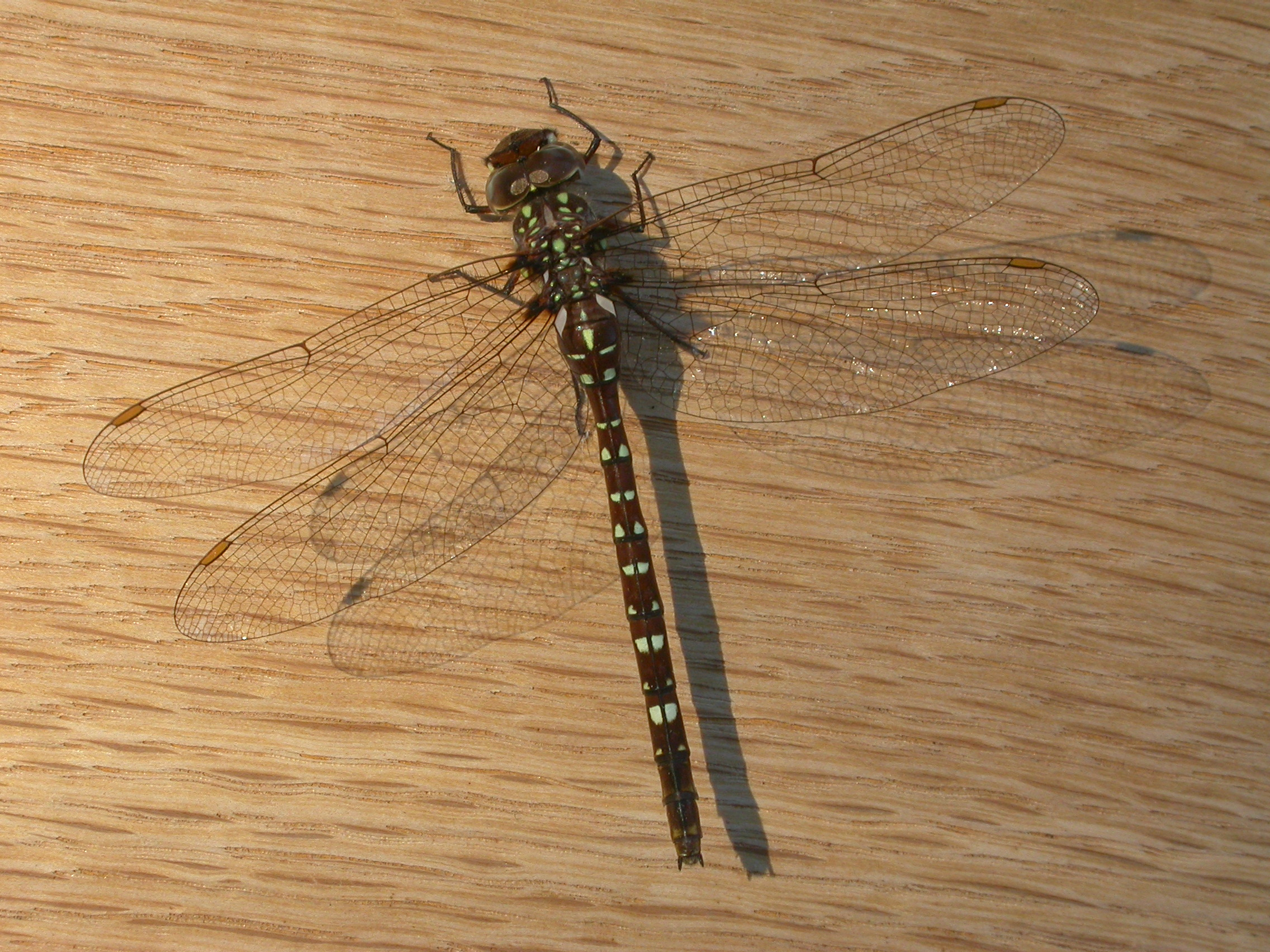